# Nudulidia
Nudulidia  (лат.) — род прыгающих насекомых из семейства цикадок (Cicadellidae). Южная Америка. Длина 7 мм. Скутеллюм крупный, его длина больше длины пронотума. Голова крупная, отчётливо уже пронотума; лоб короткий и широкий. Глаза и оцеллии относительно крупные; глаза полушаровидные. Клипеус длинный и широкий, без срединного продольного киля. Эдеагус длинный и широкий. Сходны по габитусу с Crinolidia, отличаясь деталями строения гениталий. Род включают в состав подсемейства Coelidiinae.
- Nudulidia multidentata Nielson, 1982 — Эквадор typus